# 絶対的7%
絶対的7%（ぜったいてきななパーセント）は、かつて松竹芸能に所属していた日本のお笑いコンビ。元々はトリオとして活動しており、脱退したメンバーによって現在のコンビ名が名付けられた。2022年4月2日解散。

## メンバー
マスト（1989年12月24日（35歳） - ）
ボケ担当。
滋賀県出身。身長174 cm、体重65 kg。BWHはそれぞれ90・76・90。足の大きさ28 cm。血液型はAB型。
趣味および特技はパチンコ(車購入経験あり)、競馬、サッカー(高校全国大会出場)、ソフトボール(インターハイ出場)、全てのものに愛を持って接する、親身になって相談に乗れる、誰かの為に必死になれる、缶コーヒーを1日に10杯飲む。
よく芸人仲間の飲み物や食べ物に、隙を見てセブンイレブンの練りからしを入れるイタズラを働いている。
解散後は引退、それに伴いTwitter及びinstagramのアカウントを削除している。

森田GM（もりたジーエム、1993年3月5日（32歳） - ）
ツッコミ・ネタ作り担当。
大阪府出身。小学生全国模試7位、科目別で1位に輝く。洛南高校・大阪大学経済学部卒業。ケイダッシュステージ所属のハナフダは高校の同期。
旧芸名及び本名、森田 智裕（もりた ともひろ）。身長173 cm、体重59 kg。BWHはそれぞれ85・79・86、足の大きさ27 cm。血液型はAB型。
芸名の「GM」はGeneral Managerの略。2021年3月14日に本名と同一だった芸名から改名した。
趣味および特技は漫画(単行本2000冊所有)、週に8雑誌(ジャンプ、ヤングマガジン、スピリッツ、サンデー、 マガジン、チャンピオン、ヤングジャンプ、モーニング)を読む、音楽(邦楽ロック)、フェスに行く、ボードゲーム、MARVEL。
NSC大阪校35期出身。「ミナミ産地」というコンビでワラチャン! U-20お笑い日本一決定戦準決勝進出経験を持つ。
南アフリカの打楽器・アサラトを愛用している。
解散後は事務所に残り、一時期ピンで活動。2022年からははっぴちゃん。とのユニットコンビ「はっぴちゃん。とGM」を組み、その後正式にコンビ結成する。しかし同年12月22日に解散となり、再びピンで活動。2023年には良元カルビ（元ハノーバー）とのユニット「よしもとズ」を結成。M-1グランプリ2023では3回戦、キングオブコントでは準々決勝まで進出した。そのほか複数のユニットでも活動していたが、2024年7月15日のライブにて「よしもとズ」を組んでいた良元カルビと「百点飯店」として正式に結成する旨を発表。

## 賞レースの戦績

### M-1グランプリ
| 年度             | 結果         | エントリー No. | 備考 |
| ---------------- | ------------ | -------------- | ---- |
| 2015年（第11回） | 1回戦敗退    | 2221           |      |
| 2016年（第12回） | 1回戦敗退    | 769            |      |
| 2017年（第13回） | 2回戦進出    | 340            |      |
| 2018年（第14回） | 準々決勝進出 | 970            |      |
| 2019年（第15回） | 3回戦進出    | 448            |      |
| 2020年（第16回） | 2回戦進出    | 560            |      |
| 2021年（第17回） | 3回戦進出    | 566            |      |

## 芸風
主に漫才。マストが失敗談を懺悔するという設定で自らにツッコミを入れてゆき、森田が「せやなぁ!」と追い打ちをかけてゆく「懺悔漫才」という独自のスタイルを持つ。松竹の若手芸人においてNo.1を決める「カドキング2020」ではファイナルステージまで進出した。
M-1グランプリ2018では準々決勝進出。R-1グランプリ2023では準々決勝に進出した（森田）。

## 出演

### テレビ
- くせになるややこしさ ブラックマヨネーズのハテナの缶詰（讀賣テレビ）
- ytv漫才新人賞選考会（讀賣テレビ）
- お笑いワイドショー マルコポロリ!（関西テレビ）
- 走れ!みつくに社長 おススメ情報お届けします（テレビ大阪）
- ジュニア千原と大輔宮川のすべらない話 〜THE オーディション〜（フジテレビ）森田のみ[12]
- 漫才マン（関西テレビ）

### ラジオ
- 角座ミュージックエッグ（ラジオ関西）